# Puerto Darwin
Puerto Darwin o Darwin es un establecimiento de las islas Malvinas ubicado en el lado este del istmo que une la parte norte de la isla Soledad con la parte sur llamada Lafonia. Se ubica a 4 km al norte del establecimiento de Pradera del Ganso sobre el seno Choiseul.

## Características

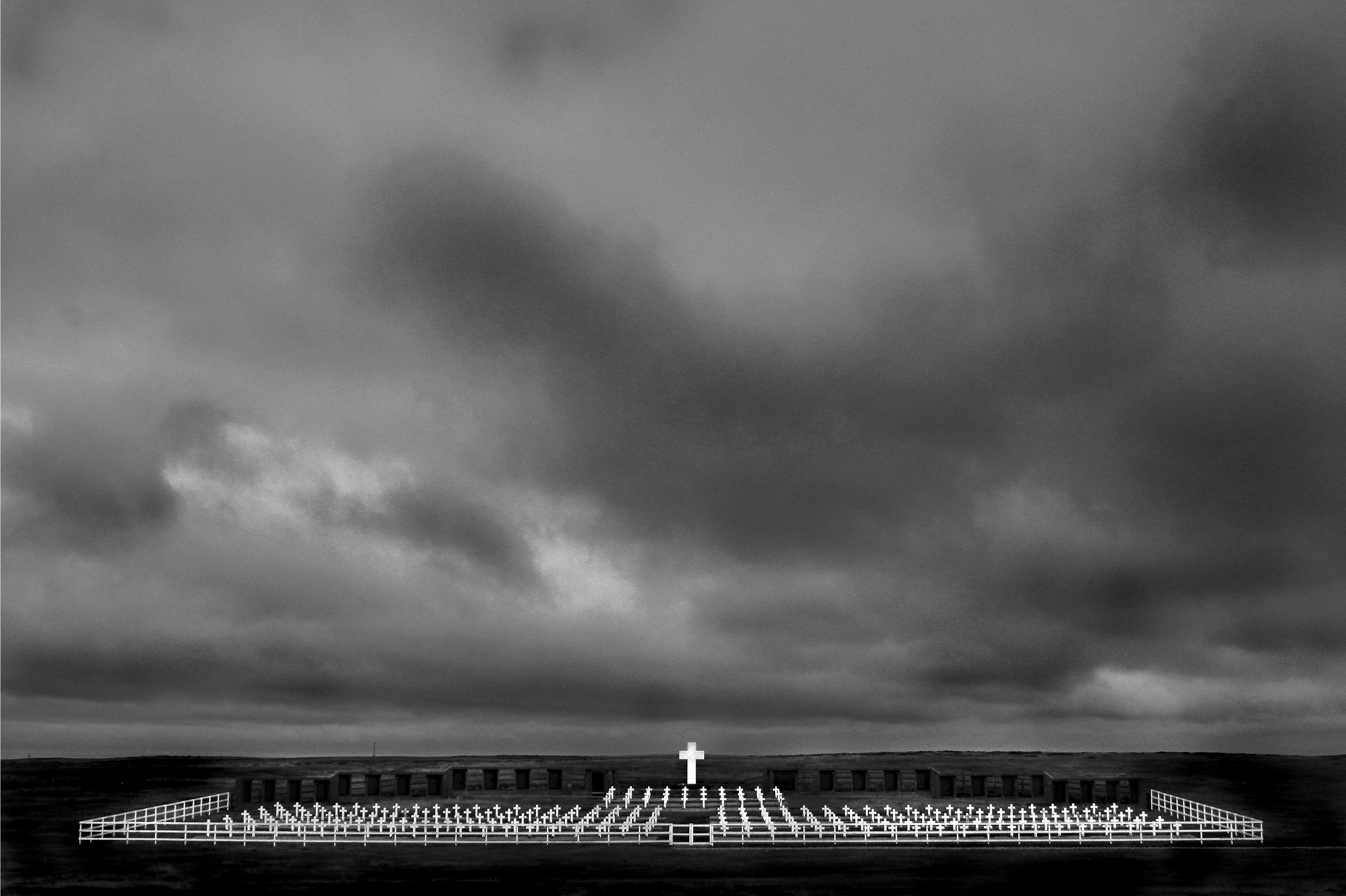
Cementerio militar argentino de Darwin.

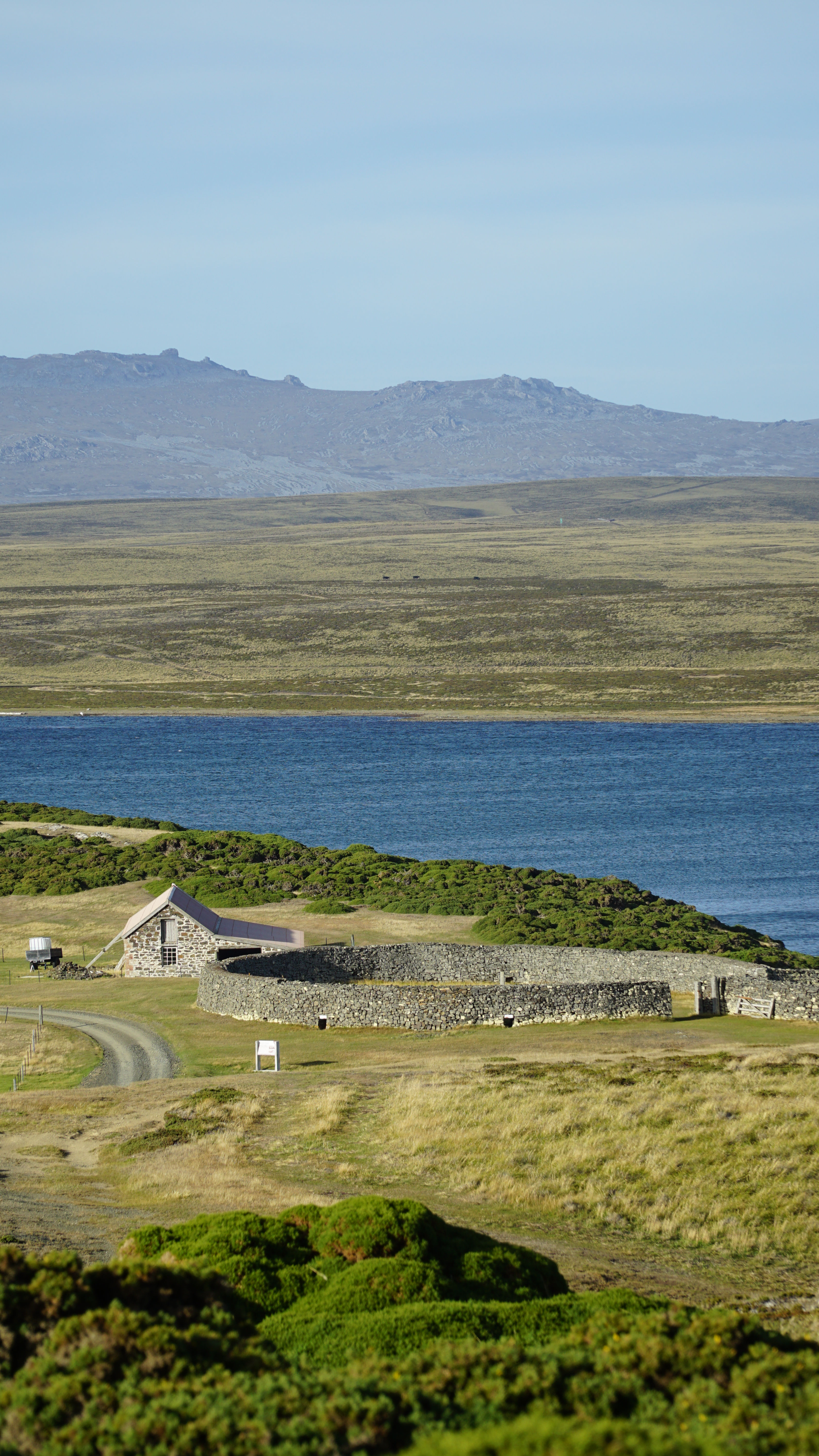
Corral de piedras de Darwin.

Puerto Darwin es conocido por un corral de piedras y un galpón donde vivieron gauchos rioplatenses en el siglo XIX. 
Además, en las cercanías de Puerto Darwin se emplaza el cementerio militar argentino, en donde se encuentran los restos de 230 soldados de este país que murieron durante la guerra de las Malvinas en 1982. En junio de 2004 fue inaugurado en este cementerio un monumento argentino después de ser remodelado. El 11 de diciembre de 2008 el gobierno de Argentina declaró al cementerio lugar histórico nacional mediante el decreto N.º 2131/2008.
También posee alojamientos para turistas.

## Historia
Su nombre se debe a Charles Darwin, quien estuvo en las islas dos veces, en marzo de 1833 y en el mismo mes de 1834, donde realizó un examen zoológico de las islas Malvinas durante su viaje alrededor del mundo en el barco HMS Beagle.
Aproximadamente un cuarto de siglo después de la visita de Charles Darwin, se fundó el asentamiento de Darwin. El primer edificio, erigido en 1859, fue la vicaría. Comenzó como el centro de cría de ovejas en Lafonia, donde permaneció hasta 1922. Luego, la granja se trasladó a Prado del Ganso, al sur de Darwin y separada por el muro de turba de Boca, que creció hasta eclipsar a Darwin. Darwin fue inicialmente el refugio de gauchos y ganaderos, pero la cría de ovejas llegó a dominar la zona y se trajeron pastores escoceses.
Unos años más tarde, la primera gran fábrica de sebo de las islas (aunque no la primera) fue establecida en 1874. Manejaba 15.891 ovejas en 1880.
Desde la década de 1880 hasta 1972, Darwin y Bahía Fox tenían sus propios médicos independientes. Hoy en día, la mayor parte de la atención médica se basa en Stanley.
Se construyó una línea telefónica entre Darwin y Stanley en 1906, con postes de amarre del barco Consort en la costa. La línea de Darwin se terminó en 1907, con una longitud de 49,5 millas (79,7 km). La línea inicialmente era solo para negocios, pero el público podía hacer llamadas de vez en cuando. Sufrió algunas roturas en los primeros años de operaciones.
La Asociación de Deportes del Puerto de Darwin organizó uno de los primeros partidos de críquet registrados en las Malvinas el 7 de febrero de 1912. Fue entre los equipos de hombres casados y solteros. Los hombres solteros ganaron en esa ocasión.

### Guerra de las Malvinas
Durante la guerra de las Malvinas, el 4 de abril de 1982 Pradera del Ganso y Puerto Darwin fueron ocupados por la Compañía "C" del Regimiento de Infantería 25 del Ejército Argentino mediante una operación helitransportada, sin hallar oposición. 
La Fuerza Aérea Argentina adaptó una pista preexistente en Puerto Darwin y creó la Base Aérea Militar Cóndor (BAM Cóndor) el 15 de abril de 1982, quedando al mando el vicecomodoro Wilson Pedroso. A partir del 26 de abril, se situaron en esa base 8 aviones I.A. 58 Pucará. La base fue bombardeada por aviones británicos el 1, 8, 12, 17, 21, 25, 27 y 28 de mayo.
El guardacostas PNA Río Iguazú (GC-83) de la Prefectura Naval Argentina fue atacado el 22 de mayo de 1982 por dos aviones británicos Sea Harrier cuando transportaba 2 obuses de 105 mm y 20 hombres del Ejército Argentino para Darwin, pudiendo averiar seriamente a uno de los aviones atacantes. El barco fue embicado en la bahía Button a trece millas al este de Puerto Darwin, disponiéndose su abandono ante la eventualidad de nuevos ataques, pues se encontraba prácticamente inutilizado.
Entre el 27 y el 28 de mayo, Puerto Darwin y el cercano establecimiento de Pradera del Ganso fueron atacados por fuerzas británicas, desarrollándose intensos combates que culminaron con la ocupación de la zona por militares del Reino Unido. El 29 de mayo la fuerza de tareas argentina Mercedes, destacada en Puerto Darwin, finalmente capituló.